# Oribatella jucunda
Oribatella jucunda är en kvalsterart som beskrevs av Calugar 1987. Oribatella jucunda ingår i släktet Oribatella och familjen Oribatellidae. Inga underarter finns listade i Catalogue of Life.